# Кнудсен, Кнуд
Кнуд Кнудсен (6 января 1812 года — 30 марта 1895 года) — норвежский педагог, автор, лингвист и филолог.

## Биография
Кнуд Кнудсен родился в Тведестранне в Эуст-Агдере, Норвегия. Он был первым адъюнкт-профессором в Драммене до 1846 года, когда он был назначен директором школы христианского собора, занимал должность до 1880 года.
Кнудсен принимал участие в разработке национальных дебатов, в результате которых были сформированы формально написанные норвежские языки в формах риксмола (позднее букмола) и ландсмола. Как педагог, он заметил, что у студентов возникли трудности с написанием на датском языке, когда они говорили на норвежском языке. Он пришёл к выводу, что письменный язык должен быть изменен в соответствии с общепринятой речью. В этом отношении Кнудсен оказал влияние на своих современников, в том числе Бьёрнстьерне Бьёрнсона.
Кнудсен был одним из первых, кто предложил норвегизацию (fornorskninglinjen), переписывание заимствований в норвежское правописание (например, превращение шофёра в sjåfør). Его целью было дать более норвежскую окраску литературному языку Норвегии, адаптировав орфографию и синтаксис к норвежскому использованию и заменив там, где это было возможно, норвежские слова для иностранных производных. Он хотел, чтобы изменения произошли в кратчайшие сроки и, следовательно, выдвинул несколько реформ, работающих на датском письменном языке. Наиболее полное обращение к этому предмету можно найти в его «Unorsk og norsk, eller Fremmedords avlösning» (1879—1881).

## Избранные работы
- Haandbog i dansk-norsk sproglære (1856)
- Er norsk det samme som dansk? (1862)
- Modersmaalet som skolefag (1864)
- Det norske maal-stræv (1867)
- Nogle spraak- og skolespörgsmaal (1869)
- Den landsgyldige norske uttale (1876)
- Unorsk og norsk eller fremmede ords avlösning, (1879–1881)
- Af maalstriden 1881 (1881)
- Norsk blandkorn (3 samlingar, 1882–1885)
- Latinskole uten latin (1884)
- Hvem skal vinne? (1886)
- Tyskhet i norsk og dansk (1888).
- Norsk maalvekst fra 1852 å regne (1894)